# Secretaría de Bienestar
La Secretaría de Desarrollo Social (SEDESOL) de Mèxic és un ministeri encarregat d'oferir programes i suports al poble, a través de l'administració de recursos per al mateix propòsit; a més de crear programes per combatre la pobresa. Proporciona béns i productes d'interès social a persones necessitades, incloent suports, serveis especials, rebost bàsic, entre d'altres. Treballa en coordinació amb instituts per a joves, adults majors i persones amb capacitats especials. Igual que la SAGARPA, fomenta l'artesania rural.

## Funcions del ministeri
Segons la Ley Orgánica de la Administración Pública Federal Arxivat 2009-03-01 a Wayback Machine. li correspon l'adreça i l'aportació d'idees per al combat de la pobresa, a més de la coordinació dels diferents organismes per treballar tots en la mateixa línia d'interès de l'Estat.
Mitjançant la coordinació dels altres organismes de l'administració pública buscarà el desenvolupament de plans de construccions d'habitatges per al millorament de la qualitat de vida dels ciutadans.
En aquesta tasca rep suport del programa Oportunitats, de la Comisión Nacional de Fomento a la Vivienda (CONAFOVI) i de l'Instituto Nacional de Desarrollo Social (INDESOL); també de la Comisión para la Regularización de la Tenencia de la Tierra (CORETT), del Fondo Nacional de Habitaciones Populares (FONHAPO), del Fondo Nacional para el Fomento a las Artesanías (FONART), entre altres institucions estatals.
D'acord amb l'article 39 del Diari Oficial de la Federació (Vigent al 2 d'abril de l'any 2014)i a la Llei General de Desenvolupament Social, SEDESOL serà la dependència encarregada de regular el Fondo de Aportaciones para la Infraestructura Social per les seves sigles FAIS, això d'acord amb el Ram 33 de la Secretaría de Hacienda y Crédito Público (SHCP), que comprèn com a dispositiu pressupostari creat perquè distribuir els recursos Federals als estats i municipis, amb el que busquen solucionar les necessitats en matèria de:
- Educació
- Salut
- Infraestructura bàsica
- Enfortiment financer i seguretat pública
- Programes alimentosos i d'assistència social
- Infraestructura educativa, donant atenció a les demandes del govern.

## Denominacions anteriors
Des de la seva creació el 1959 amb la denominació de Secretaría de Obras Públicas, la secretaria ha tingut els següents canvis de denominació:
- (1959 - 1976): Secretaría de Obras Públicas.
- (1976 - 1982): Secretaría de Asentamientos Humanos y Obras Públicas.
- (1982 - 1992): Secretaría de Desarrollo Urbano y Ecología.
- (1992 -): Secretaría de Desarrollo Social.

## Organismes

### Òrgans Administratius, Desconcentrats i Entitats
Per dur a terme aquestes funcions, la Secretaria compta amb les següents unitats:
- Instituto Nacional de Desarrollo Social
- Coordinación Nacional del Programa de Desarrollo Humano Oportunidades
- Instituto Nacional de las Personas Adultas Mayores
- Consejo Nacional de Evaluación de la Política de Desarrollo Social
- Diconsa S.A. de C.V.
- Liconsa S.A. de C.V.
- Fideicomiso Fondo Nacional de Habitaciones Populares
- Fondo Nacional para el Fomento de las Artesanías

## Llista deSecretarios de Desarrollo Socialde Mèxic (inclou totes les denominacions que ha tingut)

### Secretaría de Obras Públicas
- Govern d'Adolfo López Mateos (1958-1964):
  - (1958 - 1964): Javier Barros Sierra
- Govern de Gustavo Díaz Ordaz (1964-1970):
  - (1964 - 1970): Gilberto Valenzuela
- Governo de Luis Echeverría Álvarez (1970-1976):
  - (1970 - 1976): Luis Enrique Bracamontes

### Secretaría de Asentamientos Humanos y Obras Públicas
- Govern de José López Portillo (1976-1982):
  - (1976 - 1982): Pedro Ramírez Vázquez

### Secretaría de Desarrollo Urbano y Ecología
- Govern de Miguel de la Madrid Hurtado (1982- 1988):
  - (1982 - 1985): Marcelo Javelly Girard
  - (1985 - 1986): Guillermo Carrillo Arena
  - (1986 - 1988): Manuel Camacho Solís
  - (1988): Gabino Fraga Mouret
- Govern de Carlos Salinas de Gortari (1988-1994):
  - (1988 - 1992): Patricio Chirinos Calero

### Secretaría de Desarrollo Social
- - (1992 - 1993): Luis Donaldo Colosio
  - (1993 - 1994): Carlos Rojas Gutiérrez
- Govern d'Ernesto Zedillo Ponce de León (1994-2000):
  - (1994 - 1998): Carlos Rojas Gutiérrez
  - (1998 - 1999): Esteban Moctezuma Barragán
  - (1999 - 2000): Carlos Jarque Uribe
- Govern de Vicente Fox Quesada (2000-2006):
  - (2000 - 2006): Josefina Vázquez Mota
  - (2006): Ana Teresa Aranda Orozco
- Govern de Felipe Calderón Hinojosa (2006-2012):
  - (2006 - 2008): Beatriz Zavala Peniche
  - (2008 - 2009): Ernesto Cordero Arroyo
  - (2009 - 2012): Heriberto Félix Guerra
- Govern d'Enrique Peña Nieto (2012-2018):
  - (2012 - actualitat): Rosario Robles Berlanga